# 口蓋扁桃

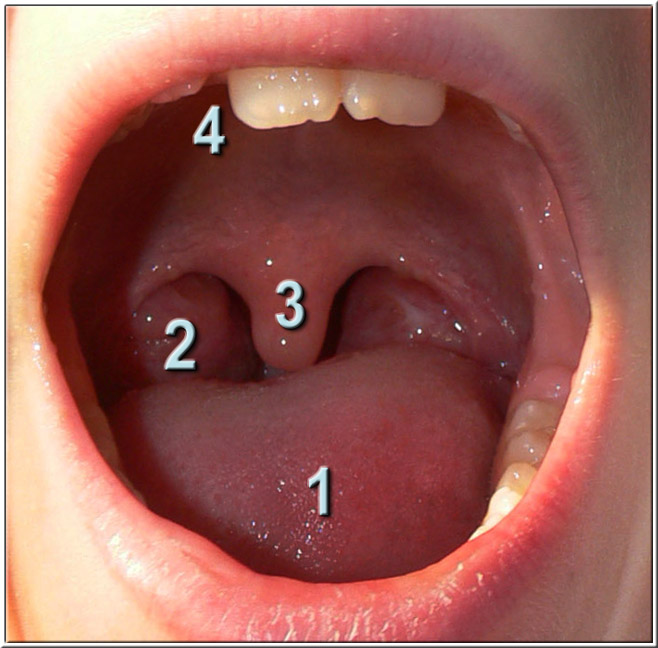
1 舌、2 口蓋扁桃（Tonsil）、3 口蓋垂、4 口蓋。3と4の間が軟口蓋である。

口蓋扁桃(こうがいへんとう)は一般的に「扁桃」と呼ばれ、喉の左右後部にあり、ふつう鮮やかなピンクがかった塊に見える。炎症や感染症により腫れた場合にのみ、白色に変化する。扁桃炎は扁桃の炎症であり、よく喉の痛みと高熱を引き起こす。慢性的ケースでは扁桃がんが指摘されることがある。

## 構造
口蓋舌弓と口蓋咽頭弓の間にある口蓋峡部に位置する。呼吸器や胃腸管の開口部に位置し、粘膜部位から侵入する外因性物質から保護する組織をMALTというが、口蓋扁桃はそのひとつである。結果として、口蓋扁桃は口蓋咽頭における感染症への免疫組織のひとつとなっている。咽頭扁桃、口蓋扁桃、舌扁桃、耳管扁桃からなるワルダイエル扁桃輪の一部である。咽頭側から見ると、口蓋扁桃は重層扁平上皮に覆われている。
口蓋扁桃には表面の開口部から奥に伸びる管状のくぼみがあり、これを扁桃陰窩と呼ぶ。

## 血管と神経
口蓋扁桃を支配するのは小口蓋神経を経由した三叉神経の上顎部分と舌咽神経の扁桃枝である。
舌咽神経は口蓋扁桃を通過し、舌後面3分の1の一般感覚と味覚を司る。
口蓋扁桃がんでは、この神経が最も傷つきやすく、舌後面3分の1の一般感覚や味覚を失うことがある。

### 動脈
口蓋扁桃は以下の5つの動脈で栄養される。
- 舌深動脈
- 上行口蓋動脈
- 上行咽頭動脈
- 小口蓋動脈
- 顔面神経の口蓋枝